# Chemin de fer Genève–Versoix
Die Chemin de fer Genève–Versoix (GV) war eine schweizerische Eisenbahngesellschaft und existierte im Jahr 1858 offiziell nur gerade sechs Tage lang.
Unter der GV wurde am 25. Juni die Bahnlinie von Versoix nach Genf eröffnet. Per 1. Juli ging die Gesellschaft in der im selben Jahr gegründeten Bahngesellschaft Chemin de fer Lausanne–Fribourg–Berne (LFB) auf.